# Ekornes
Ekornes ASA is een Noorse meubelfabrikant, met hoofdzetel in Ikornnes, waar de firma werd opgericht door Jens E. Ekornes in 1934. De firma produceerde aanvankelijk veren voor matrassen en zetels, maar begon al snel eigen matrassen en meubels te produceren. De merknaam van het bedden- en matrassengamma van Ekornes is Svane. Het Stressless-gamma van zetels en sofa's werd gelanceerd in 1971 en is een van de bekendste meubelmerken ter wereld geworden. Een ander merk van Ekornes is IMG, dat vooral in Australië en de Verenigde Staten bekend is.
Ekornes beschikte in 2016 over negen fabrieken: zes in Noorwegen, een in de Verenigde Staten, een in Thailand en twee in Vietnam.
Anno 2015 is Ekornes een naamloze vennootschap volgens Noors recht (ASA, vergelijkbaar met een public limited company). Aandelen worden verhandeld op de beurs van Oslo. Ekornes had eind 2015 2.405 aandeelhouders, waarvan 180 niet-Noorse. Samen hadden die 36.826.753 aandelen van elk 1 Noorse kroon.
Ekornes was van 2013 tot begin 2016 de sponsor van Team Stressless, de schaatsploeg met onder andere Bart Swings, Jan Blokhuijsen en Brittany Bowe.